# جراسياز
بلدية جراسياز (بالإسبانية: Garciaz)‏، هي بلدية تقع في مقاطعة قصرش والتي تقع في منطقة إكستريمادورا، غرب إسبانيا.
يبلغ عدد سكانها 979 نسمة وفقاً لإحصائية سنة (2002).